# Sâmburești
Sâmburești is een Roemeense gemeente in het district Olt.
Sâmburești telt 1296 inwoners.